# Nagara (1922)
El Nagara fue un crucero ligero de la Armada Imperial Japonesa botado en 1922, líder su clase, que había sido diseñada como una evolución de la precedente clase Kuma, con pocas diferencias, pero en roles, detalles y modificaciones posteriores que marcaron la diferencia con la clase anterior.

## Diseño
Fue usado como líder de flotillas de destructores o submarinos. Se diferenciaba de la clase Kuma por el diseño de su puente más cuadrado, robusto y chimeneas de tope recto. Fue el primer crucero en equipar los torpedos de 610 mm Tipo 93. La catapulta para el hidroavión de reconocimiento estaba originalmente instalada a proa, como en los diseños británicos, para ser posteriormente trasladada al tercio de popa, y finalmente eliminada para equipar más armamento antiaéreo y antisubmarino.

## Historial
Toda la clase Nagara resultó hundida durante la Segunda Guerra Mundial:
- El Nagara fue hundido el 7 de agosto de 1944 por 4 torpedos lanzados por el USS Croaker (SS-246) cuando navegaba entre Kagoshima y Sasebo.[1]

- El Yura fue hundido durante una acción en Guadalcanal, el 25 de octubre de 1942, dañado por un ataque aéreo y rematado por el destructor Yudachi.

- El Kinu fue hundido el 26 de octubre de 1944 en el mar de Bisayas por ataque aéreo de aviones embarcados de los portaaviones de escolta USS Natoma Bay (CVE-62), USS Marcus Island (CVE-77) y USS Manila Bay (CVE-61), del Task Group 77.4.

- El Abukuma fue hundido el mismo día en las afueras de la isla de Negros por bombardeo de Consolidated B-24 Liberator.

- El Natori fue hundido el 19 de agosto de 1944 por torpedeo del USS Harhead (SS-365) en el estrecho de San Bernardino, frente a Samar.

- El Isuzu fue torpedeado y hundido al noroeste de Bima el 7 de abril de 1945 por los submarinos estadounidenses USS Gabilan (SS-252) y USS Charr (SS-328), trabajando en rudeltaktik.